# Ross Adair
George Ross Adair (* 21. April 1994 in Holywood, Vereinigtes Königreich) ist ein irischer Cricket- und ehemaliger Rugby-Union-Spieler, der seit 2023 für die irische Cricket-Nationalmannschaft spielt.

## Kindheit und Ausbildung
Die Familie von Ross Adair ist sportlich geprägt. Sein Vater war Fußballspieler und sein Bruder Mark Adair spielte neben Rugby vor allem Cricket und spielt heute ebenfalls in der Nationalmannschaft.

## Aktive Karriere
Adair konzentrierte sich zunächst auf Rugby, wobei er dort einen professionellen Einsatz für Ulster Rugby im Jahr 2014 hatte. In der Folge spielte er in der RFU Championship für Jersey RFC. Jedoch hatte er eine Hüftverletzung, die seine Karriere dort beendete. Im Jahr 2018 unterzog er sich daher einer Operation Daraufhin konzentrierte er sich auf Cricket. Sein Twenty20-Debüt in der Nationalmannschaft gab er im Januar 2023 in Simbabwe. In seinem zweiten Spiele erzielte er dort ein Fifty über 65 Runs und wurde dafür als Spieler des Spiels ausgezeichnet. Er wurde für die Europa-Qualifikation für die kommende Twenty20-Weltmeisterschaft nominiert und erzielte dort in seinem einzigen Spiel 46 Runs gegen Österreich. Im Jahr darauf wurde er für den ICC Men’s T20 World Cup 2024 nominiert.